# Lista di asteroidi (121001-122000)
Di seguito una lista di asteroidi dal numero 121001 al 122000 con data di scoperta e scopritore.

## 121001-121100
| Nome                    | Designazione provvisoria | Data di scoperta | Scopritore                       |
| ----------------------- | ------------------------ | ---------------- | -------------------------------- |
| 121001 Liangshanxichang | 1998 YW8                 | 22 dicembre 1998 | BAO Schmidt CCD Asteroid Program |
| 121002 -                | 1998 YZ15                | 22 dicembre 1998 | Spacewatch                       |
| 121003 -                | 1998 YT19                | 25 dicembre 1998 | Spacewatch                       |
| 121004 -                | 1998 YQ27                | 29 dicembre 1998 | L. Šarounová                     |
| 121005 -                | 1998 YM31                | 22 dicembre 1998 | Spacewatch                       |
| 121006 -                | 1999 AG1                 | 7 gennaio 1999   | Spacewatch                       |
| 121007 Jiaxingnanhu     | 1999 AT9                 | 10 gennaio 1999  | BAO Schmidt CCD Asteroid Program |
| 121008 Michellecrigger  | 1999 AK10                | 14 gennaio 1999  | CSS                              |
| 121009 -                | 1999 AV10                | 7 gennaio 1999   | Spacewatch                       |
| 121010 -                | 1999 AG18                | 11 gennaio 1999  | Spacewatch                       |
| 121011 -                | 1999 AW18                | 13 gennaio 1999  | Spacewatch                       |
| 121012 -                | 1999 AP19                | 13 gennaio 1999  | Spacewatch                       |
| 121013 -                | 1999 AG21                | 13 gennaio 1999  | K. Korlević                      |
| 121014 -                | 1999 AJ22                | 13 gennaio 1999  | BAO Schmidt CCD Asteroid Program |
| 121015 -                | 1999 AO27                | 10 gennaio 1999  | Spacewatch                       |
| 121016 Christopharnold  | 1999 BW3                 | 18 gennaio 1999  | J. Kandler, G. Lehmann           |
| 121017 -                | 1999 BG4                 | 19 gennaio 1999  | A. Boattini, M. Tombelli         |
| 121018 -                | 1999 BC6                 | 20 gennaio 1999  | ODAS                             |
| 121019 Minodamato       | 1999 BO7                 | 20 gennaio 1999  | Campo Catino                     |
| 121020 -                | 1999 BV8                 | 22 gennaio 1999  | K. Korlević                      |
| 121021 -                | 1999 BB13                | 24 gennaio 1999  | K. Korlević                      |
| 121022 Galliano         | 1999 BR13                | 20 gennaio 1999  | ODAS                             |
| 121023 -                | 1999 BV25                | 18 gennaio 1999  | LINEAR                           |
| 121024 -                | 1999 BK26                | 16 gennaio 1999  | Spacewatch                       |
| 121025 -                | 1999 BV26                | 16 gennaio 1999  | Spacewatch                       |
| 121026 -                | 1999 BH27                | 16 gennaio 1999  | Spacewatch                       |
| 121027 -                | 1999 BS27                | 17 gennaio 1999  | Spacewatch                       |
| 121028 -                | 1999 BB29                | 18 gennaio 1999  | Spacewatch                       |
| 121029 -                | 1999 BL29                | 18 gennaio 1999  | Spacewatch                       |
| 121030 -                | 1999 BM29                | 18 gennaio 1999  | Spacewatch                       |
| 121031 -                | 1999 BU30                | 19 gennaio 1999  | Spacewatch                       |
| 121032 Wadesisler       | 1999 BN33                | 23 gennaio 1999  | CSS                              |
| 121033 -                | 1999 CU                  | 5 febbraio 1999  | T. Kobayashi                     |
| 121034 -                | 1999 CF1                 | 6 febbraio 1999  | T. Kobayashi                     |
| 121035 -                | 1999 CP3                 | 10 febbraio 1999 | LINEAR                           |
| 121036 -                | 1999 CH6                 | 10 febbraio 1999 | LINEAR                           |
| 121037 -                | 1999 CV6                 | 10 febbraio 1999 | LINEAR                           |
| 121038 -                | 1999 CU10                | 12 febbraio 1999 | LINEAR                           |
| 121039 -                | 1999 CQ11                | 12 febbraio 1999 | LINEAR                           |
| 121040 -                | 1999 CP13                | 14 febbraio 1999 | ODAS                             |
| 121041 -                | 1999 CD15                | 11 febbraio 1999 | LINEAR                           |
| 121042 -                | 1999 CA16                | 11 febbraio 1999 | LINEAR                           |
| 121043 -                | 1999 CD24                | 10 febbraio 1999 | LINEAR                           |
| 121044 -                | 1999 CM26                | 10 febbraio 1999 | LINEAR                           |
| 121045 -                | 1999 CV29                | 10 febbraio 1999 | LINEAR                           |
| 121046 -                | 1999 CD34                | 10 febbraio 1999 | LINEAR                           |
| 121047 -                | 1999 CM41                | 10 febbraio 1999 | LINEAR                           |
| 121048 -                | 1999 CF42                | 10 febbraio 1999 | LINEAR                           |
| 121049 -                | 1999 CD46                | 10 febbraio 1999 | LINEAR                           |
| 121050 -                | 1999 CX49                | 10 febbraio 1999 | LINEAR                           |
| 121051 -                | 1999 CG50                | 10 febbraio 1999 | LINEAR                           |
| 121052 -                | 1999 CP51                | 10 febbraio 1999 | LINEAR                           |
| 121053 -                | 1999 CA54                | 10 febbraio 1999 | LINEAR                           |
| 121054 -                | 1999 CX73                | 12 febbraio 1999 | LINEAR                           |
| 121055 -                | 1999 CZ75                | 12 febbraio 1999 | LINEAR                           |
| 121056 -                | 1999 CA80                | 12 febbraio 1999 | LINEAR                           |
| 121057 -                | 1999 CA89                | 10 febbraio 1999 | LINEAR                           |
| 121058 -                | 1999 CD92                | 10 febbraio 1999 | LINEAR                           |
| 121059 -                | 1999 CO93                | 10 febbraio 1999 | LINEAR                           |
| 121060 -                | 1999 CH111               | 12 febbraio 1999 | LINEAR                           |
| 121061 -                | 1999 CY112               | 12 febbraio 1999 | LINEAR                           |
| 121062 -                | 1999 CF116               | 12 febbraio 1999 | LINEAR                           |
| 121063 -                | 1999 CO121               | 11 febbraio 1999 | LINEAR                           |
| 121064 -                | 1999 CW132               | 9 febbraio 1999  | Spacewatch                       |
| 121065 -                | 1999 CX132               | 9 febbraio 1999  | Spacewatch                       |
| 121066 -                | 1999 CW135               | 8 febbraio 1999  | Spacewatch                       |
| 121067 -                | 1999 CN145               | 8 febbraio 1999  | Spacewatch                       |
| 121068 -                | 1999 CT147               | 10 febbraio 1999 | Spacewatch                       |
| 121069 -                | 1999 CK149               | 13 febbraio 1999 | Spacewatch                       |
| 121070 -                | 1999 CS149               | 13 febbraio 1999 | Spacewatch                       |
| 121071 -                | 1999 CT149               | 13 febbraio 1999 | Spacewatch                       |
| 121072 -                | 1999 DP3                 | 17 febbraio 1999 | G. Hug, G. Bell                  |
| 121073 -                | 1999 EL12                | 15 marzo 1999    | LINEAR                           |
| 121074 -                | 1999 FA2                 | 16 marzo 1999    | Spacewatch                       |
| 121075 -                | 1999 FA3                 | 17 marzo 1999    | Spacewatch                       |
| 121076 -                | 1999 FB3                 | 17 marzo 1999    | Spacewatch                       |
| 121077 -                | 1999 FG3                 | 17 marzo 1999    | Spacewatch                       |
| 121078 -                | 1999 FP3                 | 19 marzo 1999    | LINEAR                           |
| 121079 -                | 1999 FP4                 | 17 marzo 1999    | Spacewatch                       |
| 121080 -                | 1999 FO6                 | 17 marzo 1999    | ODAS                             |
| 121081 -                | 1999 FN7                 | 20 marzo 1999    | LINEAR                           |
| 121082 -                | 1999 FP13                | 19 marzo 1999    | Spacewatch                       |
| 121083 -                | 1999 FV16                | 23 marzo 1999    | Spacewatch                       |
| 121084 -                | 1999 FY16                | 23 marzo 1999    | Spacewatch                       |
| 121085 -                | 1999 FA18                | 23 marzo 1999    | Spacewatch                       |
| 121086 -                | 1999 FB18                | 23 marzo 1999    | Spacewatch                       |
| 121087 -                | 1999 FO18                | 22 marzo 1999    | LONEOS                           |
| 121088 -                | 1999 FX20                | 24 marzo 1999    | Kleť                             |
| 121089 Vyšší Brod       | 1999 FH21                | 24 marzo 1999    | Kleť                             |
| 121090 -                | 1999 FM27                | 19 marzo 1999    | LINEAR                           |
| 121091 -                | 1999 FG34                | 19 marzo 1999    | LINEAR                           |
| 121092 -                | 1999 FG40                | 20 marzo 1999    | LINEAR                           |
| 121093 -                | 1999 FO46                | 20 marzo 1999    | LINEAR                           |
| 121094 -                | 1999 FY48                | 20 marzo 1999    | LINEAR                           |
| 121095 -                | 1999 FM49                | 20 marzo 1999    | LINEAR                           |
| 121096 -                | 1999 FG51                | 20 marzo 1999    | LINEAR                           |
| 121097 -                | 1999 FM54                | 20 marzo 1999    | LINEAR                           |
| 121098 -                | 1999 FL55                | 20 marzo 1999    | LINEAR                           |
| 121099 -                | 1999 FV55                | 20 marzo 1999    | LINEAR                           |
| 121100 -                | 1999 FS62                | 22 marzo 1999    | LONEOS                           |

## 121101-121200
| Nome                  | Designazione provvisoria | Data di scoperta | Scopritore                       |
| --------------------- | ------------------------ | ---------------- | -------------------------------- |
| 121101 -              | 1999 FA63                | 22 marzo 1999    | LONEOS                           |
| 121102 -              | 1999 FE63                | 20 marzo 1999    | LONEOS                           |
| 121103 Ericneilsen    | 1999 FX73                | 20 marzo 1999    | SDSS                             |
| 121104 -              | 1999 GQ                  | 5 aprile 1999    | K. Korlević                      |
| 121105 -              | 1999 GL1                 | 7 aprile 1999    | T. Kobayashi                     |
| 121106 -              | 1999 GW1                 | 6 aprile 1999    | Spacewatch                       |
| 121107 -              | 1999 GF5                 | 3 aprile 1999    | BAO Schmidt CCD Asteroid Program |
| 121108 -              | 1999 GA7                 | 15 aprile 1999   | LINEAR                           |
| 121109 -              | 1999 GV7                 | 9 aprile 1999    | LONEOS                           |
| 121110 -              | 1999 GO12                | 12 aprile 1999   | Spacewatch                       |
| 121111 -              | 1999 GD16                | 9 aprile 1999    | LINEAR                           |
| 121112 -              | 1999 GG25                | 6 aprile 1999    | LINEAR                           |
| 121113 -              | 1999 GM25                | 6 aprile 1999    | LINEAR                           |
| 121114 -              | 1999 GD28                | 7 aprile 1999    | LINEAR                           |
| 121115 -              | 1999 GO31                | 7 aprile 1999    | LINEAR                           |
| 121116 -              | 1999 GH42                | 12 aprile 1999   | LINEAR                           |
| 121117 -              | 1999 GE56                | 9 aprile 1999    | Spacewatch                       |
| 121118 -              | 1999 GK58                | 7 aprile 1999    | LINEAR                           |
| 121119 -              | 1999 GZ58                | 12 aprile 1999   | LINEAR                           |
| 121120 -              | 1999 GQ59                | 12 aprile 1999   | LINEAR                           |
| 121121 Koyoharugotoge | 1999 HJ3                 | 19 aprile 1999   | R. A. Tucker                     |
| 121122 -              | 1999 HW3                 | 21 aprile 1999   | F. B. Zoltowski                  |
| 121123 -              | 1999 HK4                 | 16 aprile 1999   | Spacewatch                       |
| 121124 -              | 1999 HZ8                 | 17 aprile 1999   | LINEAR                           |
| 121125 -              | 1999 HW9                 | 17 aprile 1999   | LINEAR                           |
| 121126 -              | 1999 JO2                 | 8 maggio 1999    | CSS                              |
| 121127 -              | 1999 JF3                 | 8 maggio 1999    | J. Broughton                     |
| 121128 -              | 1999 JO3                 | 6 maggio 1999    | LINEAR                           |
| 121129 -              | 1999 JV4                 | 10 maggio 1999   | LINEAR                           |
| 121130 -              | 1999 JB5                 | 10 maggio 1999   | LINEAR                           |
| 121131 -              | 1999 JE9                 | 7 maggio 1999    | CSS                              |
| 121132 Garydavis      | 1999 JB10                | 8 maggio 1999    | CSS                              |
| 121133 Kenflurchick   | 1999 JN14                | 15 maggio 1999   | R. A. Tucker                     |
| 121134 -              | 1999 JT16                | 15 maggio 1999   | Spacewatch                       |
| 121135 -              | 1999 JJ26                | 10 maggio 1999   | LINEAR                           |
| 121136 -              | 1999 JJ27                | 10 maggio 1999   | LINEAR                           |
| 121137 -              | 1999 JV32                | 10 maggio 1999   | LINEAR                           |
| 121138 -              | 1999 JB33                | 10 maggio 1999   | LINEAR                           |
| 121139 -              | 1999 JF34                | 10 maggio 1999   | LINEAR                           |
| 121140 -              | 1999 JZ39                | 10 maggio 1999   | LINEAR                           |
| 121141 -              | 1999 JE40                | 10 maggio 1999   | LINEAR                           |
| 121142 -              | 1999 JQ40                | 10 maggio 1999   | LINEAR                           |
| 121143 -              | 1999 JX44                | 10 maggio 1999   | LINEAR                           |
| 121144 -              | 1999 JP45                | 10 maggio 1999   | LINEAR                           |
| 121145 -              | 1999 JT59                | 10 maggio 1999   | LINEAR                           |
| 121146 -              | 1999 JT67                | 12 maggio 1999   | LINEAR                           |
| 121147 -              | 1999 JK69                | 12 maggio 1999   | LINEAR                           |
| 121148 -              | 1999 JC71                | 12 maggio 1999   | LINEAR                           |
| 121149 -              | 1999 JQ72                | 12 maggio 1999   | LINEAR                           |
| 121150 -              | 1999 JV72                | 12 maggio 1999   | LINEAR                           |
| 121151 -              | 1999 JH74                | 12 maggio 1999   | LINEAR                           |
| 121152 -              | 1999 JU82                | 12 maggio 1999   | LINEAR                           |
| 121153 -              | 1999 JQ88                | 14 maggio 1999   | LINEAR                           |
| 121154 -              | 1999 JU90                | 12 maggio 1999   | LINEAR                           |
| 121155 -              | 1999 JH95                | 12 maggio 1999   | LINEAR                           |
| 121156 -              | 1999 JJ96                | 12 maggio 1999   | LINEAR                           |
| 121157 -              | 1999 JT97                | 12 maggio 1999   | LINEAR                           |
| 121158 -              | 1999 JH98                | 12 maggio 1999   | LINEAR                           |
| 121159 -              | 1999 JJ100               | 12 maggio 1999   | LINEAR                           |
| 121160 -              | 1999 JL102               | 13 maggio 1999   | LINEAR                           |
| 121161 -              | 1999 JG111               | 13 maggio 1999   | LINEAR                           |
| 121162 -              | 1999 JY113               | 13 maggio 1999   | LINEAR                           |
| 121163 -              | 1999 JM118               | 13 maggio 1999   | LINEAR                           |
| 121164 -              | 1999 JO118               | 13 maggio 1999   | LINEAR                           |
| 121165 -              | 1999 JU120               | 13 maggio 1999   | LINEAR                           |
| 121166 -              | 1999 JC125               | 10 maggio 1999   | LINEAR                           |
| 121167 -              | 1999 JE135               | 12 maggio 1999   | LINEAR                           |
| 121168 -              | 1999 KS1                 | 16 maggio 1999   | Spacewatch                       |
| 121169 -              | 1999 KA2                 | 16 maggio 1999   | Spacewatch                       |
| 121170 -              | 1999 KG7                 | 17 maggio 1999   | LINEAR                           |
| 121171 -              | 1999 KE9                 | 18 maggio 1999   | LINEAR                           |
| 121172 -              | 1999 KZ11                | 18 maggio 1999   | LINEAR                           |
| 121173 -              | 1999 KE13                | 18 maggio 1999   | LINEAR                           |
| 121174 -              | 1999 KK14                | 18 maggio 1999   | LINEAR                           |
| 121175 -              | 1999 KU15                | 18 maggio 1999   | LINEAR                           |
| 121176 -              | 1999 LH5                 | 11 giugno 1999   | LINEAR                           |
| 121177 -              | 1999 LV6                 | 7 giugno 1999    | Spacewatch                       |
| 121178 -              | 1999 LS8                 | 8 giugno 1999    | LINEAR                           |
| 121179 -              | 1999 LX14                | 10 giugno 1999   | LINEAR                           |
| 121180 -              | 1999 LX15                | 12 giugno 1999   | LINEAR                           |
| 121181 -              | 1999 LC25                | 9 giugno 1999    | LINEAR                           |
| 121182 -              | 1999 LQ31                | 11 giugno 1999   | Spacewatch                       |
| 121183 -              | 1999 LT36                | 7 giugno 1999    | LONEOS                           |
| 121184 -              | 1999 NH                  | 5 luglio 1999    | G. Bell, G. Hug                  |
| 121185 -              | 1999 NP                  | 7 luglio 1999    | J. Broughton                     |
| 121186 -              | 1999 NR1                 | 12 luglio 1999   | LINEAR                           |
| 121187 -              | 1999 NJ13                | 14 luglio 1999   | LINEAR                           |
| 121188 -              | 1999 NR17                | 14 luglio 1999   | LINEAR                           |
| 121189 -              | 1999 NE19                | 14 luglio 1999   | LINEAR                           |
| 121190 -              | 1999 NP19                | 14 luglio 1999   | LINEAR                           |
| 121191 -              | 1999 NT19                | 14 luglio 1999   | LINEAR                           |
| 121192 -              | 1999 NC22                | 14 luglio 1999   | LINEAR                           |
| 121193 -              | 1999 NK22                | 14 luglio 1999   | LINEAR                           |
| 121194 -              | 1999 NQ26                | 14 luglio 1999   | LINEAR                           |
| 121195 -              | 1999 NY29                | 14 luglio 1999   | LINEAR                           |
| 121196 -              | 1999 NY31                | 14 luglio 1999   | LINEAR                           |
| 121197 -              | 1999 NB33                | 14 luglio 1999   | LINEAR                           |
| 121198 -              | 1999 NB35                | 14 luglio 1999   | LINEAR                           |
| 121199 -              | 1999 NC38                | 14 luglio 1999   | LINEAR                           |
| 121200 -              | 1999 NK38                | 14 luglio 1999   | LINEAR                           |

## 121201-121300
| Nome                    | Designazione provvisoria | Data di scoperta  | Scopritore       |
| ----------------------- | ------------------------ | ----------------- | ---------------- |
| 121201 -                | 1999 NR41                | 14 luglio 1999    | LINEAR           |
| 121202 -                | 1999 NG46                | 13 luglio 1999    | LINEAR           |
| 121203 -                | 1999 NB49                | 13 luglio 1999    | LINEAR           |
| 121204 -                | 1999 OK2                 | 22 luglio 1999    | LINEAR           |
| 121205 -                | 1999 PG1                 | 8 agosto 1999     | P. G. Comba      |
| 121206 -                | 1999 PO3                 | 13 agosto 1999    | W. R. Cooney Jr. |
| 121207 -                | 1999 PX3                 | 7 agosto 1999     | LONEOS           |
| 121208 -                | 1999 PZ4                 | 8 agosto 1999     | T. Kagawa        |
| 121209 -                | 1999 QJ1                 | 17 agosto 1999    | Spacewatch       |
| 121210 -                | 1999 QG2                 | 25 agosto 1999    | L. Šarounová     |
| 121211 Nikeshadavis     | 1999 RB4                 | 4 settembre 1999  | CSS              |
| 121212 -                | 1999 RP5                 | 3 settembre 1999  | Spacewatch       |
| 121213 -                | 1999 RR6                 | 3 settembre 1999  | Spacewatch       |
| 121214 -                | 1999 RU7                 | 3 settembre 1999  | Spacewatch       |
| 121215 -                | 1999 RA8                 | 3 settembre 1999  | Spacewatch       |
| 121216 -                | 1999 RP9                 | 4 settembre 1999  | Spacewatch       |
| 121217 -                | 1999 RV10                | 7 settembre 1999  | LINEAR           |
| 121218 -                | 1999 RJ11                | 7 settembre 1999  | LINEAR           |
| 121219 -                | 1999 RL11                | 7 settembre 1999  | LINEAR           |
| 121220 -                | 1999 RK13                | 7 settembre 1999  | LINEAR           |
| 121221 -                | 1999 RO13                | 7 settembre 1999  | LINEAR           |
| 121222 -                | 1999 RG14                | 7 settembre 1999  | LINEAR           |
| 121223 -                | 1999 RQ15                | 7 settembre 1999  | LINEAR           |
| 121224 -                | 1999 RA21                | 7 settembre 1999  | LINEAR           |
| 121225 -                | 1999 RX27                | 8 settembre 1999  | Kleť             |
| 121226 -                | 1999 RZ28                | 7 settembre 1999  | LINEAR           |
| 121227 -                | 1999 RA29                | 7 settembre 1999  | LINEAR           |
| 121228 -                | 1999 RQ29                | 8 settembre 1999  | LINEAR           |
| 121229 -                | 1999 RC30                | 8 settembre 1999  | LINEAR           |
| 121230 -                | 1999 RH30                | 8 settembre 1999  | LINEAR           |
| 121231 -                | 1999 RD31                | 8 settembre 1999  | LINEAR           |
| 121232 Zerin            | 1999 RK35                | 11 settembre 1999 | Starkenburg      |
| 121233 -                | 1999 RU36                | 10 settembre 1999 | F. B. Zoltowski  |
| 121234 -                | 1999 RM37                | 11 settembre 1999 | LINEAR           |
| 121235 -                | 1999 RB39                | 13 settembre 1999 | E. E. Sheridan   |
| 121236 Adrianagutierrez | 1999 RJ39                | 8 settembre 1999  | CSS              |
| 121237 Zachdolch        | 1999 RK39                | 8 settembre 1999  | CSS              |
| 121238 -                | 1999 RM40                | 7 settembre 1999  | LINEAR           |
| 121239 -                | 1999 RQ41                | 14 settembre 1999 | Kleť             |
| 121240 -                | 1999 RG44                | 15 settembre 1999 | J. Broughton     |
| 121241 -                | 1999 RW46                | 7 settembre 1999  | LINEAR           |
| 121242 -                | 1999 RR48                | 7 settembre 1999  | LINEAR           |
| 121243 -                | 1999 RQ50                | 7 settembre 1999  | LINEAR           |
| 121244 -                | 1999 RE51                | 7 settembre 1999  | LINEAR           |
| 121245 -                | 1999 RO51                | 7 settembre 1999  | LINEAR           |
| 121246 -                | 1999 RU55                | 7 settembre 1999  | LINEAR           |
| 121247 -                | 1999 RX58                | 7 settembre 1999  | LINEAR           |
| 121248 -                | 1999 RR63                | 7 settembre 1999  | LINEAR           |
| 121249 -                | 1999 RC65                | 7 settembre 1999  | LINEAR           |
| 121250 -                | 1999 RF66                | 7 settembre 1999  | LINEAR           |
| 121251 -                | 1999 RO71                | 7 settembre 1999  | LINEAR           |
| 121252 -                | 1999 RS71                | 7 settembre 1999  | LINEAR           |
| 121253 -                | 1999 RW71                | 7 settembre 1999  | LINEAR           |
| 121254 -                | 1999 RK76                | 7 settembre 1999  | LINEAR           |
| 121255 -                | 1999 RM83                | 7 settembre 1999  | LINEAR           |
| 121256 -                | 1999 RL85                | 7 settembre 1999  | LINEAR           |
| 121257 -                | 1999 RQ91                | 7 settembre 1999  | LINEAR           |
| 121258 -                | 1999 RL94                | 7 settembre 1999  | LINEAR           |
| 121259 -                | 1999 RC95                | 7 settembre 1999  | LINEAR           |
| 121260 -                | 1999 RR96                | 7 settembre 1999  | LINEAR           |
| 121261 -                | 1999 RY97                | 7 settembre 1999  | LINEAR           |
| 121262 -                | 1999 RE98                | 7 settembre 1999  | LINEAR           |
| 121263 -                | 1999 RO98                | 7 settembre 1999  | LINEAR           |
| 121264 -                | 1999 RP105               | 8 settembre 1999  | LINEAR           |
| 121265 -                | 1999 RT106               | 8 settembre 1999  | LINEAR           |
| 121266 -                | 1999 RU106               | 8 settembre 1999  | LINEAR           |
| 121267 -                | 1999 RX106               | 8 settembre 1999  | LINEAR           |
| 121268 -                | 1999 RD108               | 8 settembre 1999  | LINEAR           |
| 121269 -                | 1999 RK108               | 8 settembre 1999  | LINEAR           |
| 121270 -                | 1999 RT113               | 9 settembre 1999  | LINEAR           |
| 121271 -                | 1999 RD114               | 9 settembre 1999  | LINEAR           |
| 121272 -                | 1999 RB115               | 9 settembre 1999  | LINEAR           |
| 121273 -                | 1999 RN118               | 9 settembre 1999  | LINEAR           |
| 121274 -                | 1999 RM124               | 9 settembre 1999  | LINEAR           |
| 121275 -                | 1999 RC126               | 9 settembre 1999  | LINEAR           |
| 121276 -                | 1999 RJ136               | 9 settembre 1999  | LINEAR           |
| 121277 -                | 1999 RX136               | 9 settembre 1999  | LINEAR           |
| 121278 -                | 1999 RH142               | 9 settembre 1999  | LINEAR           |
| 121279 -                | 1999 RQ143               | 9 settembre 1999  | LINEAR           |
| 121280 -                | 1999 RY143               | 9 settembre 1999  | LINEAR           |
| 121281 -                | 1999 RW148               | 9 settembre 1999  | LINEAR           |
| 121282 -                | 1999 RC153               | 9 settembre 1999  | LINEAR           |
| 121283 -                | 1999 RE153               | 9 settembre 1999  | LINEAR           |
| 121284 -                | 1999 RQ157               | 9 settembre 1999  | LINEAR           |
| 121285 -                | 1999 RB161               | 9 settembre 1999  | LINEAR           |
| 121286 -                | 1999 RG161               | 9 settembre 1999  | LINEAR           |
| 121287 -                | 1999 RU164               | 9 settembre 1999  | LINEAR           |
| 121288 -                | 1999 RT171               | 9 settembre 1999  | LINEAR           |
| 121289 -                | 1999 RS174               | 9 settembre 1999  | LINEAR           |
| 121290 -                | 1999 RK176               | 9 settembre 1999  | LINEAR           |
| 121291 -                | 1999 RN176               | 9 settembre 1999  | LINEAR           |
| 121292 -                | 1999 RR180               | 9 settembre 1999  | LINEAR           |
| 121293 -                | 1999 RL182               | 9 settembre 1999  | LINEAR           |
| 121294 -                | 1999 RW182               | 9 settembre 1999  | LINEAR           |
| 121295 -                | 1999 RW185               | 9 settembre 1999  | LINEAR           |
| 121296 -                | 1999 RH193               | 13 settembre 1999 | LINEAR           |
| 121297 -                | 1999 RU195               | 8 settembre 1999  | LINEAR           |
| 121298 -                | 1999 RK198               | 9 settembre 1999  | LINEAR           |
| 121299 -                | 1999 RL202               | 8 settembre 1999  | LINEAR           |
| 121300 -                | 1999 RM202               | 8 settembre 1999  | LINEAR           |

## 121301-121400
| Nome                   | Designazione provvisoria | Data di scoperta  | Scopritore                       |
| ---------------------- | ------------------------ | ----------------- | -------------------------------- |
| 121301 -               | 1999 RT202               | 8 settembre 1999  | LINEAR                           |
| 121302 -               | 1999 RN203               | 8 settembre 1999  | LINEAR                           |
| 121303 -               | 1999 RB205               | 8 settembre 1999  | LINEAR                           |
| 121304 -               | 1999 RA206               | 8 settembre 1999  | LINEAR                           |
| 121305 -               | 1999 RH206               | 8 settembre 1999  | LINEAR                           |
| 121306 -               | 1999 RQ207               | 8 settembre 1999  | LINEAR                           |
| 121307 -               | 1999 RT207               | 8 settembre 1999  | LINEAR                           |
| 121308 -               | 1999 RD208               | 8 settembre 1999  | LINEAR                           |
| 121309 -               | 1999 RG209               | 8 settembre 1999  | LINEAR                           |
| 121310 -               | 1999 RJ209               | 8 settembre 1999  | LINEAR                           |
| 121311 -               | 1999 RR209               | 8 settembre 1999  | LINEAR                           |
| 121312 -               | 1999 RS209               | 8 settembre 1999  | LINEAR                           |
| 121313 Tamsin          | 1999 RF214               | 8 settembre 1999  | T. Pauwels                       |
| 121314 -               | 1999 RW217               | 4 settembre 1999  | LONEOS                           |
| 121315 Mikelentz       | 1999 RB218               | 4 settembre 1999  | CSS                              |
| 121316 -               | 1999 RC219               | 5 settembre 1999  | LONEOS                           |
| 121317 -               | 1999 RE225               | 7 settembre 1999  | LINEAR                           |
| 121318 -               | 1999 RY242               | 4 settembre 1999  | LONEOS                           |
| 121319 -               | 1999 RN247               | 5 settembre 1999  | Spacewatch                       |
| 121320 -               | 1999 RR249               | 6 settembre 1999  | Spacewatch                       |
| 121321 -               | 1999 SH                  | 16 settembre 1999 | K. Korlević                      |
| 121322 -               | 1999 SQ1                 | 19 settembre 1999 | L. Šarounová                     |
| 121323 -               | 1999 SJ3                 | 22 settembre 1999 | LINEAR                           |
| 121324 -               | 1999 SQ5                 | 30 settembre 1999 | LINEAR                           |
| 121325 -               | 1999 SU5                 | 30 settembre 1999 | LINEAR                           |
| 121326 -               | 1999 SG12                | 22 settembre 1999 | LINEAR                           |
| 121327 Andreweaker     | 1999 SL14                | 30 settembre 1999 | CSS                              |
| 121328 Devlynrfennell  | 1999 SZ14                | 29 settembre 1999 | CSS                              |
| 121329 Getzandanner    | 1999 SF15                | 30 settembre 1999 | CSS                              |
| 121330 Colbygoodloe    | 1999 SW16                | 29 settembre 1999 | CSS                              |
| 121331 Savannahsalazar | 1999 SN22                | 30 settembre 1999 | CSS                              |
| 121332 Jasonhair       | 1999 SB24                | 29 settembre 1999 | CSS                              |
| 121333 -               | 1999 TF3                 | 4 ottobre 1999    | P. G. Comba                      |
| 121334 -               | 1999 TQ3                 | 3 ottobre 1999    | Stroncone                        |
| 121335 -               | 1999 TO4                 | 2 ottobre 1999    | LINEAR                           |
| 121336 Žiarnadhronom   | 1999 TF6                 | 6 ottobre 1999    | L. Kornoš, J. Tóth               |
| 121337 -               | 1999 TW8                 | 1 ottobre 1999    | Farra d'Isonzo                   |
| 121338 -               | 1999 TY8                 | 1 ottobre 1999    | Farra d'Isonzo                   |
| 121339 -               | 1999 TO15                | 13 ottobre 1999   | P. Kušnirák, P. Pravec           |
| 121340 -               | 1999 TO17                | 15 ottobre 1999   | P. G. Comba                      |
| 121341 -               | 1999 TB19                | 15 ottobre 1999   | K. Korlević                      |
| 121342 -               | 1999 TV19                | 10 ottobre 1999   | BAO Schmidt CCD Asteroid Program |
| 121343 -               | 1999 TH27                | 3 ottobre 1999    | LINEAR                           |
| 121344 -               | 1999 TB29                | 4 ottobre 1999    | LINEAR                           |
| 121345 -               | 1999 TA32                | 4 ottobre 1999    | LINEAR                           |
| 121346 -               | 1999 TB33                | 4 ottobre 1999    | LINEAR                           |
| 121347 -               | 1999 TL33                | 4 ottobre 1999    | LINEAR                           |
| 121348 -               | 1999 TP33                | 4 ottobre 1999    | LINEAR                           |
| 121349 -               | 1999 TM34                | 2 ottobre 1999    | LINEAR                           |
| 121350 -               | 1999 TU34                | 3 ottobre 1999    | LINEAR                           |
| 121351 -               | 1999 TL35                | 4 ottobre 1999    | LINEAR                           |
| 121352 Taylorhale      | 1999 TG38                | 1 ottobre 1999    | CSS                              |
| 121353 -               | 1999 TF39                | 3 ottobre 1999    | CSS                              |
| 121354 -               | 1999 TX47                | 4 ottobre 1999    | Spacewatch                       |
| 121355 -               | 1999 TQ49                | 4 ottobre 1999    | Spacewatch                       |
| 121356 -               | 1999 TE52                | 4 ottobre 1999    | Spacewatch                       |
| 121357 -               | 1999 TA54                | 6 ottobre 1999    | Spacewatch                       |
| 121358 -               | 1999 TR54                | 6 ottobre 1999    | Spacewatch                       |
| 121359 -               | 1999 TG55                | 6 ottobre 1999    | Spacewatch                       |
| 121360 -               | 1999 TP56                | 6 ottobre 1999    | Spacewatch                       |
| 121361 -               | 1999 TJ60                | 7 ottobre 1999    | Spacewatch                       |
| 121362 -               | 1999 TB61                | 7 ottobre 1999    | Spacewatch                       |
| 121363 -               | 1999 TK61                | 7 ottobre 1999    | Spacewatch                       |
| 121364 -               | 1999 TH62                | 7 ottobre 1999    | Spacewatch                       |
| 121365 -               | 1999 TB65                | 8 ottobre 1999    | Spacewatch                       |
| 121366 -               | 1999 TZ65                | 8 ottobre 1999    | Spacewatch                       |
| 121367 -               | 1999 TK67                | 8 ottobre 1999    | Spacewatch                       |
| 121368 -               | 1999 TP69                | 9 ottobre 1999    | Spacewatch                       |
| 121369 -               | 1999 TJ70                | 9 ottobre 1999    | Spacewatch                       |
| 121370 -               | 1999 TK72                | 9 ottobre 1999    | Spacewatch                       |
| 121371 -               | 1999 TE77                | 10 ottobre 1999   | Spacewatch                       |
| 121372 -               | 1999 TD79                | 11 ottobre 1999   | Spacewatch                       |
| 121373 -               | 1999 TB80                | 11 ottobre 1999   | Spacewatch                       |
| 121374 -               | 1999 TG80                | 11 ottobre 1999   | Spacewatch                       |
| 121375 -               | 1999 TK80                | 11 ottobre 1999   | Spacewatch                       |
| 121376 -               | 1999 TX83                | 13 ottobre 1999   | Spacewatch                       |
| 121377 -               | 1999 TF85                | 14 ottobre 1999   | Spacewatch                       |
| 121378 -               | 1999 TO87                | 15 ottobre 1999   | Spacewatch                       |
| 121379 -               | 1999 TV87                | 15 ottobre 1999   | Spacewatch                       |
| 121380 -               | 1999 TJ89                | 2 ottobre 1999    | LINEAR                           |
| 121381 -               | 1999 TJ94                | 2 ottobre 1999    | LINEAR                           |
| 121382 -               | 1999 TU97                | 2 ottobre 1999    | LINEAR                           |
| 121383 -               | 1999 TJ100               | 2 ottobre 1999    | LINEAR                           |
| 121384 -               | 1999 TM104               | 3 ottobre 1999    | LINEAR                           |
| 121385 -               | 1999 TC114               | 4 ottobre 1999    | LINEAR                           |
| 121386 -               | 1999 TP114               | 4 ottobre 1999    | LINEAR                           |
| 121387 -               | 1999 TE117               | 4 ottobre 1999    | LINEAR                           |
| 121388 -               | 1999 TJ117               | 4 ottobre 1999    | LINEAR                           |
| 121389 -               | 1999 TY117               | 4 ottobre 1999    | LINEAR                           |
| 121390 -               | 1999 TA118               | 4 ottobre 1999    | LINEAR                           |
| 121391 -               | 1999 TP118               | 4 ottobre 1999    | LINEAR                           |
| 121392 -               | 1999 TU118               | 4 ottobre 1999    | LINEAR                           |
| 121393 -               | 1999 TA120               | 4 ottobre 1999    | LINEAR                           |
| 121394 -               | 1999 TM120               | 4 ottobre 1999    | LINEAR                           |
| 121395 -               | 1999 TQ122               | 4 ottobre 1999    | LINEAR                           |
| 121396 -               | 1999 TW123               | 4 ottobre 1999    | LINEAR                           |
| 121397 -               | 1999 TR125               | 4 ottobre 1999    | LINEAR                           |
| 121398 -               | 1999 TH129               | 6 ottobre 1999    | LINEAR                           |
| 121399 -               | 1999 TO129               | 6 ottobre 1999    | LINEAR                           |
| 121400 -               | 1999 TQ129               | 6 ottobre 1999    | LINEAR                           |

## 121401-121500
| Nome                    | Designazione provvisoria | Data di scoperta | Scopritore |
| ----------------------- | ------------------------ | ---------------- | ---------- |
| 121401 -                | 1999 TX129               | 6 ottobre 1999   | LINEAR     |
| 121402 -                | 1999 TK131               | 6 ottobre 1999   | LINEAR     |
| 121403 -                | 1999 TL131               | 6 ottobre 1999   | LINEAR     |
| 121404 -                | 1999 TW132               | 6 ottobre 1999   | LINEAR     |
| 121405 -                | 1999 TZ134               | 6 ottobre 1999   | LINEAR     |
| 121406 -                | 1999 TR135               | 6 ottobre 1999   | LINEAR     |
| 121407 -                | 1999 TB138               | 6 ottobre 1999   | LINEAR     |
| 121408 -                | 1999 TD139               | 6 ottobre 1999   | LINEAR     |
| 121409 -                | 1999 TB140               | 6 ottobre 1999   | LINEAR     |
| 121410 -                | 1999 TH141               | 15 ottobre 1999  | LINEAR     |
| 121411 -                | 1999 TR141               | 6 ottobre 1999   | LINEAR     |
| 121412 -                | 1999 TW141               | 7 ottobre 1999   | LINEAR     |
| 121413 -                | 1999 TW142               | 7 ottobre 1999   | LINEAR     |
| 121414 -                | 1999 TA144               | 7 ottobre 1999   | LINEAR     |
| 121415 -                | 1999 TR144               | 7 ottobre 1999   | LINEAR     |
| 121416 -                | 1999 TG146               | 7 ottobre 1999   | LINEAR     |
| 121417 -                | 1999 TL146               | 7 ottobre 1999   | LINEAR     |
| 121418 -                | 1999 TO147               | 7 ottobre 1999   | LINEAR     |
| 121419 -                | 1999 TW147               | 7 ottobre 1999   | LINEAR     |
| 121420 -                | 1999 TD148               | 7 ottobre 1999   | LINEAR     |
| 121421 -                | 1999 TR148               | 7 ottobre 1999   | LINEAR     |
| 121422 -                | 1999 TD149               | 7 ottobre 1999   | LINEAR     |
| 121423 -                | 1999 TR149               | 7 ottobre 1999   | LINEAR     |
| 121424 -                | 1999 TP151               | 7 ottobre 1999   | LINEAR     |
| 121425 -                | 1999 TV152               | 7 ottobre 1999   | LINEAR     |
| 121426 -                | 1999 TX153               | 7 ottobre 1999   | LINEAR     |
| 121427 -                | 1999 TJ158               | 7 ottobre 1999   | LINEAR     |
| 121428 -                | 1999 TY162               | 9 ottobre 1999   | LINEAR     |
| 121429 -                | 1999 TL164               | 10 ottobre 1999  | LINEAR     |
| 121430 -                | 1999 TZ165               | 10 ottobre 1999  | LINEAR     |
| 121431 -                | 1999 TX168               | 10 ottobre 1999  | LINEAR     |
| 121432 -                | 1999 TG171               | 10 ottobre 1999  | LINEAR     |
| 121433 -                | 1999 TL175               | 10 ottobre 1999  | LINEAR     |
| 121434 -                | 1999 TS178               | 10 ottobre 1999  | LINEAR     |
| 121435 -                | 1999 TD180               | 10 ottobre 1999  | LINEAR     |
| 121436 -                | 1999 TZ182               | 11 ottobre 1999  | LINEAR     |
| 121437 -                | 1999 TT183               | 12 ottobre 1999  | LINEAR     |
| 121438 -                | 1999 TA184               | 12 ottobre 1999  | LINEAR     |
| 121439 -                | 1999 TK184               | 12 ottobre 1999  | LINEAR     |
| 121440 -                | 1999 TY184               | 12 ottobre 1999  | LINEAR     |
| 121441 -                | 1999 TA185               | 12 ottobre 1999  | LINEAR     |
| 121442 -                | 1999 TE186               | 12 ottobre 1999  | LINEAR     |
| 121443 -                | 1999 TP186               | 12 ottobre 1999  | LINEAR     |
| 121444 -                | 1999 TN188               | 12 ottobre 1999  | LINEAR     |
| 121445 -                | 1999 TH189               | 12 ottobre 1999  | LINEAR     |
| 121446 -                | 1999 TR189               | 12 ottobre 1999  | LINEAR     |
| 121447 -                | 1999 TO191               | 12 ottobre 1999  | LINEAR     |
| 121448 -                | 1999 TR191               | 12 ottobre 1999  | LINEAR     |
| 121449 -                | 1999 TU193               | 12 ottobre 1999  | LINEAR     |
| 121450 -                | 1999 TO194               | 12 ottobre 1999  | LINEAR     |
| 121451 -                | 1999 TP197               | 12 ottobre 1999  | LINEAR     |
| 121452 -                | 1999 TW198               | 12 ottobre 1999  | LINEAR     |
| 121453 -                | 1999 TE199               | 12 ottobre 1999  | LINEAR     |
| 121454 -                | 1999 TA202               | 13 ottobre 1999  | LINEAR     |
| 121455 -                | 1999 TM205               | 13 ottobre 1999  | LINEAR     |
| 121456 -                | 1999 TQ206               | 14 ottobre 1999  | LINEAR     |
| 121457 -                | 1999 TU206               | 14 ottobre 1999  | LINEAR     |
| 121458 -                | 1999 TX206               | 14 ottobre 1999  | LINEAR     |
| 121459 -                | 1999 TQ207               | 14 ottobre 1999  | LINEAR     |
| 121460 -                | 1999 TW207               | 14 ottobre 1999  | LINEAR     |
| 121461 -                | 1999 TX208               | 14 ottobre 1999  | LINEAR     |
| 121462 -                | 1999 TB209               | 14 ottobre 1999  | LINEAR     |
| 121463 -                | 1999 TE209               | 14 ottobre 1999  | LINEAR     |
| 121464 -                | 1999 TO209               | 14 ottobre 1999  | LINEAR     |
| 121465 -                | 1999 TJ214               | 15 ottobre 1999  | LINEAR     |
| 121466 -                | 1999 TQ214               | 15 ottobre 1999  | LINEAR     |
| 121467 -                | 1999 TT217               | 15 ottobre 1999  | LINEAR     |
| 121468 Msovinskihaskell | 1999 TD219               | 1 ottobre 1999   | CSS        |
| 121469 Sarahaugh        | 1999 TW221               | 1 ottobre 1999   | CSS        |
| 121470 -                | 1999 TJ223               | 2 ottobre 1999   | LONEOS     |
| 121471 -                | 1999 TO225               | 2 ottobre 1999   | Spacewatch |
| 121472 -                | 1999 TS225               | 2 ottobre 1999   | Spacewatch |
| 121473 -                | 1999 TC226               | 2 ottobre 1999   | Spacewatch |
| 121474 -                | 1999 TE228               | 1 ottobre 1999   | Spacewatch |
| 121475 -                | 1999 TK228               | 12 ottobre 1999  | LINEAR     |
| 121476 -                | 1999 TE232               | 5 ottobre 1999   | CSS        |
| 121477 -                | 1999 TX232               | 7 ottobre 1999   | LINEAR     |
| 121478 -                | 1999 TG233               | 3 ottobre 1999   | LINEAR     |
| 121479 Hendershot       | 1999 TM236               | 3 ottobre 1999   | CSS        |
| 121480 Dolanhighsmith   | 1999 TH240               | 4 ottobre 1999   | CSS        |
| 121481 Reganhoward      | 1999 TY240               | 4 ottobre 1999   | CSS        |
| 121482 -                | 1999 TC241               | 4 ottobre 1999   | CSS        |
| 121483 Griffinjayne     | 1999 TO242               | 4 ottobre 1999   | CSS        |
| 121484 -                | 1999 TP243               | 6 ottobre 1999   | Spacewatch |
| 121485 -                | 1999 TF244               | 7 ottobre 1999   | CSS        |
| 121486 Sarahkirby       | 1999 TX245               | 7 ottobre 1999   | CSS        |
| 121487 -                | 1999 TY253               | 11 ottobre 1999  | LONEOS     |
| 121488 -                | 1999 TH254               | 8 ottobre 1999   | CSS        |
| 121489 -                | 1999 TP255               | 9 ottobre 1999   | Spacewatch |
| 121490 -                | 1999 TQ255               | 9 ottobre 1999   | Spacewatch |
| 121491 -                | 1999 TV256               | 9 ottobre 1999   | LINEAR     |
| 121492 -                | 1999 TN262               | 15 ottobre 1999  | LONEOS     |
| 121493 -                | 1999 TO263               | 15 ottobre 1999  | Spacewatch |
| 121494 -                | 1999 TE267               | 3 ottobre 1999   | LINEAR     |
| 121495 -                | 1999 TQ267               | 3 ottobre 1999   | LINEAR     |
| 121496 -                | 1999 TB269               | 3 ottobre 1999   | LINEAR     |
| 121497 -                | 1999 TN270               | 3 ottobre 1999   | LINEAR     |
| 121498 -                | 1999 TB272               | 3 ottobre 1999   | LINEAR     |
| 121499 -                | 1999 TD272               | 3 ottobre 1999   | LINEAR     |
| 121500 -                | 1999 TF273               | 5 ottobre 1999   | LINEAR     |

## 121501-121600
| Nome                  | Designazione provvisoria | Data di scoperta | Scopritore                       |
| --------------------- | ------------------------ | ---------------- | -------------------------------- |
| 121501 -              | 1999 TH273               | 5 ottobre 1999   | LINEAR                           |
| 121502 -              | 1999 TR273               | 5 ottobre 1999   | LINEAR                           |
| 121503 -              | 1999 TZ289               | 10 ottobre 1999  | LINEAR                           |
| 121504 -              | 1999 TU292               | 12 ottobre 1999  | LINEAR                           |
| 121505 Andrewliounis  | 1999 TC296               | 1 ottobre 1999   | CSS                              |
| 121506 Chrislorentson | 1999 TA300               | 3 ottobre 1999   | CSS                              |
| 121507 -              | 1999 TU304               | 4 ottobre 1999   | Spacewatch                       |
| 121508 -              | 1999 TY307               | 4 ottobre 1999   | Spacewatch                       |
| 121509 -              | 1999 TW308               | 6 ottobre 1999   | Spacewatch                       |
| 121510 -              | 1999 TS309               | 3 ottobre 1999   | Spacewatch                       |
| 121511 -              | 1999 TD319               | 9 ottobre 1999   | LINEAR                           |
| 121512 -              | 1999 TR322               | 5 ottobre 1999   | LINEAR                           |
| 121513 -              | 1999 UJ6                 | 28 ottobre 1999  | BAO Schmidt CCD Asteroid Program |
| (121514) 1999 UJ7     | 1999 UJ7                 | 30 ottobre 1999  | LINEAR                           |
| 121515 -              | 1999 US10                | 31 ottobre 1999  | LINEAR                           |
| 121516 -              | 1999 UG11                | 31 ottobre 1999  | LINEAR                           |
| 121517 -              | 1999 UO11                | 31 ottobre 1999  | S. Sposetti                      |
| 121518 -              | 1999 UA12                | 29 ottobre 1999  | Spacewatch                       |
| 121519 -              | 1999 UV17                | 30 ottobre 1999  | Spacewatch                       |
| 121520 -              | 1999 UE27                | 30 ottobre 1999  | Spacewatch                       |
| 121521 -              | 1999 UT27                | 30 ottobre 1999  | Spacewatch                       |
| 121522 -              | 1999 UU27                | 30 ottobre 1999  | Spacewatch                       |
| 121523 -              | 1999 UP28                | 31 ottobre 1999  | Spacewatch                       |
| 121524 -              | 1999 UA29                | 31 ottobre 1999  | Spacewatch                       |
| 121525 -              | 1999 UE29                | 31 ottobre 1999  | Spacewatch                       |
| 121526 -              | 1999 UN30                | 31 ottobre 1999  | Spacewatch                       |
| 121527 -              | 1999 UV30                | 31 ottobre 1999  | Spacewatch                       |
| 121528 -              | 1999 UX32                | 31 ottobre 1999  | Spacewatch                       |
| 121529 -              | 1999 UY33                | 31 ottobre 1999  | Spacewatch                       |
| 121530 -              | 1999 UG36                | 16 ottobre 1999  | Spacewatch                       |
| 121531 -              | 1999 UV36                | 16 ottobre 1999  | Spacewatch                       |
| 121532 -              | 1999 UD40                | 16 ottobre 1999  | LINEAR                           |
| 121533 -              | 1999 UW40                | 16 ottobre 1999  | LINEAR                           |
| 121534 -              | 1999 UJ41                | 18 ottobre 1999  | Spacewatch                       |
| 121535 -              | 1999 UQ41                | 18 ottobre 1999  | Spacewatch                       |
| 121536 -              | 1999 UY46                | 30 ottobre 1999  | LONEOS                           |
| 121537 Lorenzdavid    | 1999 UG48                | 30 ottobre 1999  | CSS                              |
| 121538 -              | 1999 UA49                | 31 ottobre 1999  | CSS                              |
| 121539 -              | 1999 UD50                | 30 ottobre 1999  | CSS                              |
| 121540 Jamesmarsh     | 1999 UU51                | 31 ottobre 1999  | CSS                              |
| 121541 -              | 1999 UZ51                | 31 ottobre 1999  | S. Sposetti                      |
| 121542 Alindamashiku  | 1999 UW56                | 29 ottobre 1999  | CSS                              |
| 121543 -              | 1999 VG1                 | 3 novembre 1999  | W. R. Cooney Jr., P. M. Motl     |
| 121544 -              | 1999 VJ1                 | 3 novembre 1999  | W. R. Cooney Jr., P. M. Motl     |
| 121545 -              | 1999 VA3                 | 1 novembre 1999  | Spacewatch                       |
| 121546 Straulino      | 1999 VU11                | 5 novembre 1999  | L. Tesi, A. Boattini             |
| 121547 Fenghuotongxin | 1999 VS20                | 11 novembre 1999 | BAO Schmidt CCD Asteroid Program |
| 121548 -              | 1999 VH31                | 3 novembre 1999  | LINEAR                           |
| 121549 -              | 1999 VC32                | 3 novembre 1999  | LINEAR                           |
| 121550 -              | 1999 VQ32                | 3 novembre 1999  | LINEAR                           |
| 121551 -              | 1999 VT33                | 3 novembre 1999  | LINEAR                           |
| 121552 -              | 1999 VU36                | 3 novembre 1999  | LINEAR                           |
| 121553 -              | 1999 VL39                | 10 novembre 1999 | LINEAR                           |
| 121554 -              | 1999 VN39                | 10 novembre 1999 | LINEAR                           |
| 121555 -              | 1999 VF41                | 1 novembre 1999  | Spacewatch                       |
| 121556 -              | 1999 VX41                | 4 novembre 1999  | Spacewatch                       |
| 121557 Paulmason      | 1999 VF44                | 3 novembre 1999  | CSS                              |
| 121558 -              | 1999 VR47                | 3 novembre 1999  | LINEAR                           |
| 121559 -              | 1999 VL48                | 3 novembre 1999  | LINEAR                           |
| 121560 -              | 1999 VZ48                | 3 novembre 1999  | LINEAR                           |
| 121561 -              | 1999 VN51                | 3 novembre 1999  | LINEAR                           |
| 121562 -              | 1999 VQ51                | 3 novembre 1999  | LINEAR                           |
| 121563 -              | 1999 VV51                | 3 novembre 1999  | LINEAR                           |
| 121564 -              | 1999 VS55                | 4 novembre 1999  | LINEAR                           |
| 121565 -              | 1999 VV55                | 4 novembre 1999  | LINEAR                           |
| 121566 -              | 1999 VH59                | 4 novembre 1999  | LINEAR                           |
| 121567 -              | 1999 VG60                | 4 novembre 1999  | LINEAR                           |
| 121568 -              | 1999 VN62                | 4 novembre 1999  | LINEAR                           |
| 121569 -              | 1999 VT69                | 4 novembre 1999  | LINEAR                           |
| 121570 -              | 1999 VU74                | 5 novembre 1999  | Spacewatch                       |
| 121571 -              | 1999 VC76                | 5 novembre 1999  | Spacewatch                       |
| 121572 -              | 1999 VB87                | 7 novembre 1999  | LINEAR                           |
| 121573 -              | 1999 VZ87                | 8 novembre 1999  | LINEAR                           |
| 121574 -              | 1999 VS90                | 5 novembre 1999  | LINEAR                           |
| 121575 -              | 1999 VV90                | 5 novembre 1999  | LINEAR                           |
| 121576 -              | 1999 VL97                | 9 novembre 1999  | LINEAR                           |
| 121577 -              | 1999 VO97                | 9 novembre 1999  | LINEAR                           |
| 121578 -              | 1999 VG98                | 9 novembre 1999  | LINEAR                           |
| 121579 -              | 1999 VO98                | 9 novembre 1999  | LINEAR                           |
| 121580 -              | 1999 VR99                | 9 novembre 1999  | LINEAR                           |
| 121581 -              | 1999 VK101               | 9 novembre 1999  | LINEAR                           |
| 121582 -              | 1999 VT101               | 9 novembre 1999  | LINEAR                           |
| 121583 -              | 1999 VO102               | 9 novembre 1999  | LINEAR                           |
| 121584 -              | 1999 VW102               | 9 novembre 1999  | LINEAR                           |
| 121585 -              | 1999 VE103               | 9 novembre 1999  | LINEAR                           |
| 121586 -              | 1999 VS104               | 9 novembre 1999  | LINEAR                           |
| 121587 -              | 1999 VJ105               | 9 novembre 1999  | LINEAR                           |
| 121588 -              | 1999 VL105               | 9 novembre 1999  | LINEAR                           |
| 121589 -              | 1999 VJ110               | 9 novembre 1999  | LINEAR                           |
| 121590 -              | 1999 VM110               | 9 novembre 1999  | LINEAR                           |
| 121591 -              | 1999 VN111               | 9 novembre 1999  | LINEAR                           |
| 121592 -              | 1999 VJ113               | 9 novembre 1999  | LINEAR                           |
| 121593 Kevinmiller    | 1999 VY114               | 9 novembre 1999  | CSS                              |
| 121594 Zubritsky      | 1999 VD115               | 9 novembre 1999  | CSS                              |
| 121595 -              | 1999 VT125               | 6 novembre 1999  | Spacewatch                       |
| 121596 -              | 1999 VX128               | 9 novembre 1999  | Spacewatch                       |
| 121597 -              | 1999 VC130               | 11 novembre 1999 | Spacewatch                       |
| 121598 -              | 1999 VO130               | 9 novembre 1999  | Spacewatch                       |
| 121599 -              | 1999 VF135               | 13 novembre 1999 | Spacewatch                       |
| 121600 -              | 1999 VZ135               | 9 novembre 1999  | LINEAR                           |

## 121601-121700
| Nome                  | Designazione provvisoria | Data di scoperta | Scopritore  |
| --------------------- | ------------------------ | ---------------- | ----------- |
| 121601 -              | 1999 VP136               | 9 novembre 1999  | LINEAR      |
| 121602 -              | 1999 VU136               | 12 novembre 1999 | LINEAR      |
| 121603 -              | 1999 VV136               | 12 novembre 1999 | LINEAR      |
| 121604 -              | 1999 VF137               | 12 novembre 1999 | LINEAR      |
| 121605 -              | 1999 VF138               | 9 novembre 1999  | Spacewatch  |
| 121606 -              | 1999 VG140               | 10 novembre 1999 | Spacewatch  |
| 121607 -              | 1999 VG142               | 10 novembre 1999 | Spacewatch  |
| 121608 Mikemoreau     | 1999 VL144               | 11 novembre 1999 | CSS         |
| 121609 Josephnicholas | 1999 VV144               | 13 novembre 1999 | CSS         |
| 121610 -              | 1999 VW147               | 14 novembre 1999 | LINEAR      |
| 121611 -              | 1999 VD149               | 14 novembre 1999 | LINEAR      |
| 121612 -              | 1999 VD150               | 14 novembre 1999 | LINEAR      |
| 121613 -              | 1999 VC151               | 14 novembre 1999 | LINEAR      |
| 121614 -              | 1999 VA153               | 11 novembre 1999 | Spacewatch  |
| 121615 Marknoteware   | 1999 VC154               | 13 novembre 1999 | CSS         |
| 121616 -              | 1999 VA155               | 13 novembre 1999 | Spacewatch  |
| 121617 -              | 1999 VX157               | 14 novembre 1999 | LINEAR      |
| 121618 -              | 1999 VL158               | 14 novembre 1999 | LINEAR      |
| 121619 -              | 1999 VV163               | 14 novembre 1999 | LINEAR      |
| 121620 -              | 1999 VB166               | 14 novembre 1999 | LINEAR      |
| 121621 -              | 1999 VP167               | 14 novembre 1999 | LINEAR      |
| 121622 -              | 1999 VT167               | 14 novembre 1999 | LINEAR      |
| 121623 -              | 1999 VH169               | 14 novembre 1999 | LINEAR      |
| 121624 -              | 1999 VN173               | 15 novembre 1999 | LINEAR      |
| 121625 -              | 1999 VW177               | 6 novembre 1999  | LINEAR      |
| 121626 -              | 1999 VR178               | 6 novembre 1999  | LINEAR      |
| 121627 -              | 1999 VO182               | 9 novembre 1999  | LINEAR      |
| 121628 -              | 1999 VP183               | 12 novembre 1999 | LINEAR      |
| 121629 -              | 1999 VZ183               | 15 novembre 1999 | LINEAR      |
| 121630 -              | 1999 VD187               | 15 novembre 1999 | LINEAR      |
| 121631 Josephnuth     | 1999 VO196               | 1 novembre 1999  | CSS         |
| 121632 -              | 1999 VS196               | 1 novembre 1999  | CSS         |
| 121633 Ronperison     | 1999 VO197               | 3 novembre 1999  | CSS         |
| 121634 -              | 1999 VX199               | 4 novembre 1999  | LONEOS      |
| 121635 -              | 1999 VQ200               | 3 novembre 1999  | LINEAR      |
| 121636 -              | 1999 VT208               | 12 novembre 1999 | LINEAR      |
| 121637 Druscillaperry | 1999 VR210               | 13 novembre 1999 | CSS         |
| 121638 -              | 1999 VK216               | 3 novembre 1999  | LINEAR      |
| 121639 -              | 1999 VT217               | 5 novembre 1999  | LINEAR      |
| 121640 -              | 1999 VK221               | 4 novembre 1999  | LINEAR      |
| 121641 -              | 1999 VF225               | 5 novembre 1999  | LINEAR      |
| 121642 -              | 1999 VJ227               | 1 novembre 1999  | LINEAR      |
| 121643 -              | 1999 WN1                 | 28 novembre 1999 | Kleť        |
| 121644 -              | 1999 WN6                 | 28 novembre 1999 | K. Korlević |
| 121645 -              | 1999 WQ7                 | 28 novembre 1999 | K. Korlević |
| 121646 -              | 1999 WZ7                 | 27 novembre 1999 | M. Ziboli   |
| 121647 -              | 1999 WF10                | 28 novembre 1999 | Spacewatch  |
| 121648 -              | 1999 WF11                | 30 novembre 1999 | Spacewatch  |
| 121649 -              | 1999 WK17                | 30 novembre 1999 | Spacewatch  |
| 121650 -              | 1999 WR18                | 30 novembre 1999 | Spacewatch  |
| 121651 -              | 1999 WY18                | 30 novembre 1999 | Spacewatch  |
| 121652 -              | 1999 WE19                | 30 novembre 1999 | Spacewatch  |
| 121653 -              | 1999 XV                  | 2 dicembre 1999  | LINEAR      |
| 121654 Michaelpryzby  | 1999 XY2                 | 4 dicembre 1999  | CSS         |
| 121655 Nitapszcolka   | 1999 XY4                 | 4 dicembre 1999  | CSS         |
| 121656 Jamesrogers    | 1999 XM5                 | 4 dicembre 1999  | CSS         |
| 121657 -              | 1999 XL6                 | 4 dicembre 1999  | CSS         |
| 121658 -              | 1999 XU8                 | 5 dicembre 1999  | LINEAR      |
| 121659 Blairrussell   | 1999 XX10                | 5 dicembre 1999  | CSS         |
| 121660 -              | 1999 XW19                | 5 dicembre 1999  | LINEAR      |
| 121661 -              | 1999 XQ21                | 5 dicembre 1999  | LINEAR      |
| 121662 -              | 1999 XP26                | 6 dicembre 1999  | LINEAR      |
| 121663 -              | 1999 XC31                | 6 dicembre 1999  | LINEAR      |
| 121664 -              | 1999 XG38                | 3 dicembre 1999  | N. Kawasato |
| 121665 -              | 1999 XR38                | 8 dicembre 1999  | LINEAR      |
| 121666 -              | 1999 XM40                | 7 dicembre 1999  | LINEAR      |
| 121667 -              | 1999 XQ40                | 7 dicembre 1999  | LINEAR      |
| 121668 -              | 1999 XN45                | 7 dicembre 1999  | LINEAR      |
| 121669 -              | 1999 XD46                | 7 dicembre 1999  | LINEAR      |
| 121670 -              | 1999 XU46                | 7 dicembre 1999  | LINEAR      |
| 121671 -              | 1999 XG47                | 7 dicembre 1999  | LINEAR      |
| 121672 -              | 1999 XM47                | 7 dicembre 1999  | LINEAR      |
| 121673 -              | 1999 XF51                | 7 dicembre 1999  | LINEAR      |
| 121674 -              | 1999 XQ52                | 7 dicembre 1999  | LINEAR      |
| 121675 -              | 1999 XS52                | 7 dicembre 1999  | LINEAR      |
| 121676 -              | 1999 XM54                | 7 dicembre 1999  | LINEAR      |
| 121677 -              | 1999 XN55                | 7 dicembre 1999  | LINEAR      |
| 121678 -              | 1999 XJ56                | 7 dicembre 1999  | LINEAR      |
| 121679 -              | 1999 XY56                | 7 dicembre 1999  | LINEAR      |
| 121680 -              | 1999 XJ57                | 7 dicembre 1999  | LINEAR      |
| 121681 -              | 1999 XO58                | 7 dicembre 1999  | LINEAR      |
| 121682 -              | 1999 XH59                | 7 dicembre 1999  | LINEAR      |
| 121683 -              | 1999 XF60                | 7 dicembre 1999  | LINEAR      |
| 121684 -              | 1999 XH60                | 7 dicembre 1999  | LINEAR      |
| 121685 -              | 1999 XL60                | 7 dicembre 1999  | LINEAR      |
| 121686 -              | 1999 XM61                | 7 dicembre 1999  | LINEAR      |
| 121687 -              | 1999 XT62                | 7 dicembre 1999  | LINEAR      |
| 121688 -              | 1999 XA63                | 7 dicembre 1999  | LINEAR      |
| 121689 -              | 1999 XB64                | 7 dicembre 1999  | LINEAR      |
| 121690 -              | 1999 XP64                | 7 dicembre 1999  | LINEAR      |
| 121691 -              | 1999 XY64                | 7 dicembre 1999  | LINEAR      |
| 121692 -              | 1999 XD65                | 7 dicembre 1999  | LINEAR      |
| 121693 -              | 1999 XF66                | 7 dicembre 1999  | LINEAR      |
| 121694 -              | 1999 XF67                | 7 dicembre 1999  | LINEAR      |
| 121695 -              | 1999 XP68                | 7 dicembre 1999  | LINEAR      |
| 121696 -              | 1999 XD69                | 7 dicembre 1999  | LINEAR      |
| 121697 -              | 1999 XD73                | 7 dicembre 1999  | LINEAR      |
| 121698 -              | 1999 XM73                | 7 dicembre 1999  | LINEAR      |
| 121699 -              | 1999 XS76                | 7 dicembre 1999  | LINEAR      |
| 121700 -              | 1999 XX77                | 7 dicembre 1999  | LINEAR      |

## 121701-121800
| Nome                   | Designazione provvisoria | Data di scoperta | Scopritore            |
| ---------------------- | ------------------------ | ---------------- | --------------------- |
| 121701 -               | 1999 XR78                | 7 dicembre 1999  | LINEAR                |
| 121702 -               | 1999 XU80                | 7 dicembre 1999  | LINEAR                |
| 121703 -               | 1999 XZ83                | 7 dicembre 1999  | LINEAR                |
| 121704 -               | 1999 XW88                | 7 dicembre 1999  | LINEAR                |
| 121705 -               | 1999 XY90                | 7 dicembre 1999  | LINEAR                |
| 121706 -               | 1999 XE95                | 9 dicembre 1999  | P. G. Comba           |
| 121707 -               | 1999 XY99                | 7 dicembre 1999  | LINEAR                |
| 121708 -               | 1999 XT100               | 7 dicembre 1999  | LINEAR                |
| 121709 -               | 1999 XJ106               | 11 dicembre 1999 | P. G. Comba           |
| 121710 -               | 1999 XB112               | 7 dicembre 1999  | LINEAR                |
| 121711 -               | 1999 XW112               | 11 dicembre 1999 | LINEAR                |
| 121712 -               | 1999 XS113               | 11 dicembre 1999 | LINEAR                |
| 121713 -               | 1999 XT113               | 11 dicembre 1999 | LINEAR                |
| 121714 -               | 1999 XZ115               | 5 dicembre 1999  | CSS                   |
| 121715 Katiesalamy     | 1999 XC120               | 5 dicembre 1999  | CSS                   |
| 121716 Victorsank      | 1999 XL122               | 7 dicembre 1999  | CSS                   |
| 121717 Josephschepis   | 1999 XA123               | 7 dicembre 1999  | CSS                   |
| 121718 Ashleyscroggins | 1999 XE125               | 7 dicembre 1999  | CSS                   |
| 121719 Georgeshaw      | 1999 XW126               | 7 dicembre 1999  | CSS                   |
| 121720 -               | 1999 XF131               | 12 dicembre 1999 | LINEAR                |
| 121721 -               | 1999 XY131               | 12 dicembre 1999 | LINEAR                |
| 121722 -               | 1999 XZ137               | 2 dicembre 1999  | Spacewatch            |
| 121723 -               | 1999 XL139               | 2 dicembre 1999  | Spacewatch            |
| 121724 -               | 1999 XG141               | 3 dicembre 1999  | Spacewatch            |
| 121725 Aphidas         | 1999 XX143               | 13 dicembre 1999 | C. W. Hergenrother    |
| 121726 -               | 1999 XU148               | 7 dicembre 1999  | Spacewatch            |
| 121727 -               | 1999 XQ155               | 8 dicembre 1999  | LINEAR                |
| 121728 -               | 1999 XV160               | 8 dicembre 1999  | LINEAR                |
| 121729 -               | 1999 XV165               | 8 dicembre 1999  | LINEAR                |
| 121730 -               | 1999 XM170               | 10 dicembre 1999 | LINEAR                |
| 121731 -               | 1999 XU170               | 10 dicembre 1999 | LINEAR                |
| 121732 -               | 1999 XB171               | 10 dicembre 1999 | LINEAR                |
| 121733 -               | 1999 XR172               | 10 dicembre 1999 | LINEAR                |
| 121734 -               | 1999 XF178               | 10 dicembre 1999 | LINEAR                |
| 121735 -               | 1999 XD185               | 12 dicembre 1999 | LINEAR                |
| 121736 -               | 1999 XR186               | 12 dicembre 1999 | LINEAR                |
| 121737 -               | 1999 XY190               | 12 dicembre 1999 | LINEAR                |
| 121738 -               | 1999 XF191               | 12 dicembre 1999 | LINEAR                |
| 121739 -               | 1999 XT191               | 12 dicembre 1999 | LINEAR                |
| 121740 -               | 1999 XU196               | 12 dicembre 1999 | LINEAR                |
| 121741 -               | 1999 XT198               | 12 dicembre 1999 | LINEAR                |
| 121742 -               | 1999 XX203               | 12 dicembre 1999 | LINEAR                |
| 121743 -               | 1999 XH205               | 12 dicembre 1999 | LINEAR                |
| 121744 -               | 1999 XV205               | 12 dicembre 1999 | LINEAR                |
| 121745 -               | 1999 XN207               | 12 dicembre 1999 | LINEAR                |
| 121746 -               | 1999 XV207               | 12 dicembre 1999 | LINEAR                |
| 121747 -               | 1999 XY210               | 13 dicembre 1999 | LINEAR                |
| 121748 -               | 1999 XA212               | 13 dicembre 1999 | LINEAR                |
| 121749 -               | 1999 XU217               | 13 dicembre 1999 | Spacewatch            |
| 121750 -               | 1999 XE222               | 15 dicembre 1999 | LINEAR                |
| 121751 -               | 1999 XO228               | 14 dicembre 1999 | Spacewatch            |
| 121752 -               | 1999 XV234               | 3 dicembre 1999  | LONEOS                |
| 121753 -               | 1999 XP247               | 6 dicembre 1999  | LINEAR                |
| 121754 -               | 1999 XO252               | 12 dicembre 1999 | Spacewatch            |
| 121755 -               | 1999 XY253               | 12 dicembre 1999 | Spacewatch            |
| 121756 Sotomejias      | 1999 XA257               | 7 dicembre 1999  | CSS                   |
| 121757 -               | 1999 YZ1                 | 16 dicembre 1999 | Spacewatch            |
| 121758 -               | 1999 YT3                 | 19 dicembre 1999 | LINEAR                |
| 121759 -               | 1999 YU3                 | 19 dicembre 1999 | LINEAR                |
| 121760 -               | 1999 YY4                 | 28 dicembre 1999 | P. G. Comba           |
| 121761 -               | 1999 YZ6                 | 30 dicembre 1999 | LINEAR                |
| 121762 -               | 1999 YW8                 | 30 dicembre 1999 | P. G. Comba           |
| 121763 -               | 1999 YA10                | 27 dicembre 1999 | Spacewatch            |
| 121764 -               | 1999 YH13                | 31 dicembre 1999 | G. Hug, G. Bell       |
| 121765 -               | 1999 YF15                | 31 dicembre 1999 | Spacewatch            |
| 121766 -               | 1999 YG15                | 31 dicembre 1999 | Spacewatch            |
| 121767 -               | 1999 YK15                | 31 dicembre 1999 | Spacewatch            |
| 121768 -               | 1999 YH17                | 31 dicembre 1999 | Spacewatch            |
| 121769 -               | 1999 YF23                | 31 dicembre 1999 | LONEOS                |
| 121770 -               | 2000 AV2                 | 1 gennaio 2000   | A. Boattini, G. Forti |
| 121771 -               | 2000 AN3                 | 2 gennaio 2000   | LINEAR                |
| 121772 -               | 2000 AA20                | 3 gennaio 2000   | LINEAR                |
| 121773 -               | 2000 AZ23                | 3 gennaio 2000   | LINEAR                |
| 121774 -               | 2000 AU24                | 3 gennaio 2000   | LINEAR                |
| 121775 -               | 2000 AF29                | 3 gennaio 2000   | LINEAR                |
| 121776 -               | 2000 AH30                | 3 gennaio 2000   | LINEAR                |
| 121777 -               | 2000 AD32                | 3 gennaio 2000   | LINEAR                |
| 121778 -               | 2000 AB37                | 3 gennaio 2000   | LINEAR                |
| 121779 -               | 2000 AO40                | 3 gennaio 2000   | LINEAR                |
| 121780 -               | 2000 AG51                | 3 gennaio 2000   | LINEAR                |
| 121781 -               | 2000 AA55                | 4 gennaio 2000   | LINEAR                |
| 121782 -               | 2000 AL66                | 4 gennaio 2000   | LINEAR                |
| 121783 -               | 2000 AM80                | 5 gennaio 2000   | LINEAR                |
| 121784 -               | 2000 AS82                | 5 gennaio 2000   | LINEAR                |
| 121785 -               | 2000 AM83                | 5 gennaio 2000   | LINEAR                |
| 121786 -               | 2000 AB89                | 5 gennaio 2000   | LINEAR                |
| 121787 -               | 2000 AB91                | 5 gennaio 2000   | LINEAR                |
| 121788 -               | 2000 AN101               | 5 gennaio 2000   | LINEAR                |
| 121789 -               | 2000 AE103               | 5 gennaio 2000   | LINEAR                |
| 121790 -               | 2000 AS104               | 5 gennaio 2000   | LINEAR                |
| 121791 -               | 2000 AS115               | 5 gennaio 2000   | LINEAR                |
| 121792 -               | 2000 AY118               | 5 gennaio 2000   | LINEAR                |
| 121793 -               | 2000 AT119               | 5 gennaio 2000   | LINEAR                |
| 121794 -               | 2000 AD124               | 5 gennaio 2000   | LINEAR                |
| 121795 -               | 2000 AR125               | 5 gennaio 2000   | LINEAR                |
| 121796 -               | 2000 AQ132               | 3 gennaio 2000   | LINEAR                |
| 121797 -               | 2000 AQ150               | 8 gennaio 2000   | LINEAR                |
| 121798 -               | 2000 AS158               | 3 gennaio 2000   | LINEAR                |
| 121799 -               | 2000 AB159               | 3 gennaio 2000   | LINEAR                |
| 121800 -               | 2000 AQ160               | 3 gennaio 2000   | LINEAR                |

## 121801-121900
| Nome             | Designazione provvisoria | Data di scoperta | Scopritore            |
| ---------------- | ------------------------ | ---------------- | --------------------- |
| 121801 -         | 2000 AO161               | 3 gennaio 2000   | LINEAR                |
| 121802 -         | 2000 AP162               | 4 gennaio 2000   | LINEAR                |
| 121803 -         | 2000 AC167               | 8 gennaio 2000   | LINEAR                |
| 121804 -         | 2000 AK168               | 13 gennaio 2000  | Kleť                  |
| 121805 -         | 2000 AS168               | 12 gennaio 2000  | P. G. Comba           |
| 121806 -         | 2000 AH187               | 8 gennaio 2000   | LINEAR                |
| 121807 -         | 2000 AW187               | 8 gennaio 2000   | LINEAR                |
| 121808 -         | 2000 AN189               | 8 gennaio 2000   | LINEAR                |
| 121809 -         | 2000 AA194               | 8 gennaio 2000   | LINEAR                |
| 121810 -         | 2000 AU214               | 7 gennaio 2000   | Spacewatch            |
| 121811 -         | 2000 AD217               | 8 gennaio 2000   | Spacewatch            |
| 121812 -         | 2000 AP222               | 9 gennaio 2000   | Spacewatch            |
| 121813 -         | 2000 AW226               | 9 gennaio 2000   | Spacewatch            |
| 121814 -         | 2000 AM231               | 4 gennaio 2000   | LINEAR                |
| 121815 -         | 2000 AE232               | 4 gennaio 2000   | LINEAR                |
| 121816 -         | 2000 AE238               | 6 gennaio 2000   | LINEAR                |
| 121817 Szatmáry  | 2000 AP246               | 2 gennaio 2000   | K. Sárneczky, L. Kiss |
| 121818 -         | 2000 AB247               | 2 gennaio 2000   | Spacewatch            |
| 121819 -         | 2000 AH247               | 2 gennaio 2000   | LINEAR                |
| 121820 -         | 2000 AE249               | 3 gennaio 2000   | LINEAR                |
| 121821 -         | 2000 AL251               | 5 gennaio 2000   | LINEAR                |
| 121822 -         | 2000 BT                  | 26 gennaio 2000  | Farra d'Isonzo        |
| 121823 -         | 2000 BA1                 | 28 gennaio 2000  | LINEAR                |
| 121824 -         | 2000 BU9                 | 26 gennaio 2000  | Spacewatch            |
| 121825 -         | 2000 BV9                 | 26 gennaio 2000  | Spacewatch            |
| 121826 -         | 2000 BA10                | 26 gennaio 2000  | Spacewatch            |
| 121827 -         | 2000 BG12                | 28 gennaio 2000  | Spacewatch            |
| 121828 -         | 2000 BH13                | 29 gennaio 2000  | Spacewatch            |
| 121829 -         | 2000 BU15                | 29 gennaio 2000  | LINEAR                |
| 121830 -         | 2000 BG20                | 26 gennaio 2000  | Spacewatch            |
| 121831 -         | 2000 BV20                | 28 gennaio 2000  | Spacewatch            |
| 121832 -         | 2000 BZ21                | 29 gennaio 2000  | Spacewatch            |
| 121833 -         | 2000 BO23                | 27 gennaio 2000  | LINEAR                |
| 121834 -         | 2000 BZ24                | 30 gennaio 2000  | LINEAR                |
| 121835 -         | 2000 BD25                | 30 gennaio 2000  | LINEAR                |
| 121836 -         | 2000 BZ26                | 30 gennaio 2000  | LINEAR                |
| 121837 -         | 2000 BT27                | 30 gennaio 2000  | LINEAR                |
| 121838 -         | 2000 BX37                | 28 gennaio 2000  | Spacewatch            |
| 121839 -         | 2000 BS41                | 30 gennaio 2000  | Spacewatch            |
| 121840 -         | 2000 BS44                | 28 gennaio 2000  | Spacewatch            |
| 121841 -         | 2000 BX49                | 16 gennaio 2000  | Spacewatch            |
| 121842 -         | 2000 CD6                 | 2 febbraio 2000  | LINEAR                |
| 121843 -         | 2000 CQ6                 | 2 febbraio 2000  | LINEAR                |
| 121844 -         | 2000 CQ9                 | 2 febbraio 2000  | LINEAR                |
| 121845 -         | 2000 CS9                 | 2 febbraio 2000  | LINEAR                |
| 121846 -         | 2000 CJ14                | 2 febbraio 2000  | LINEAR                |
| 121847 -         | 2000 CS22                | 2 febbraio 2000  | LINEAR                |
| 121848 -         | 2000 CN23                | 2 febbraio 2000  | LINEAR                |
| 121849 -         | 2000 CB24                | 2 febbraio 2000  | LINEAR                |
| 121850 -         | 2000 CA28                | 2 febbraio 2000  | LINEAR                |
| 121851 -         | 2000 CO31                | 2 febbraio 2000  | LINEAR                |
| 121852 -         | 2000 CU31                | 2 febbraio 2000  | LINEAR                |
| 121853 -         | 2000 CT34                | 3 febbraio 2000  | F. B. Zoltowski       |
| 121854 -         | 2000 CE44                | 2 febbraio 2000  | LINEAR                |
| 121855 -         | 2000 CX52                | 2 febbraio 2000  | LINEAR                |
| 121856 -         | 2000 CX54                | 3 febbraio 2000  | LINEAR                |
| 121857 -         | 2000 CO64                | 3 febbraio 2000  | LINEAR                |
| 121858 -         | 2000 CV64                | 3 febbraio 2000  | LINEAR                |
| 121859 -         | 2000 CG66                | 6 febbraio 2000  | LINEAR                |
| 121860 -         | 2000 CK66                | 6 febbraio 2000  | LINEAR                |
| 121861 -         | 2000 CW69                | 1 febbraio 2000  | Spacewatch            |
| 121862 -         | 2000 CT72                | 2 febbraio 2000  | LINEAR                |
| 121863 -         | 2000 CO75                | 6 febbraio 2000  | LINEAR                |
| 121864 -         | 2000 CK76                | 9 febbraio 2000  | K. Korlević           |
| 121865 Dauvergne | 2000 CT80                | 10 febbraio 2000 | C. Cavadore, F. Colas |
| 121866 -         | 2000 CE83                | 4 febbraio 2000  | LINEAR                |
| 121867 -         | 2000 CB86                | 4 febbraio 2000  | LINEAR                |
| 121868 -         | 2000 CQ90                | 6 febbraio 2000  | LINEAR                |
| 121869 -         | 2000 CF91                | 6 febbraio 2000  | LINEAR                |
| 121870 -         | 2000 CB98                | 7 febbraio 2000  | Spacewatch            |
| 121871 -         | 2000 CH99                | 8 febbraio 2000  | Spacewatch            |
| 121872 -         | 2000 CE100               | 10 febbraio 2000 | Spacewatch            |
| 121873 -         | 2000 CA101               | 12 febbraio 2000 | Spacewatch            |
| 121874 -         | 2000 CJ116               | 3 febbraio 2000  | LINEAR                |
| 121875 -         | 2000 CQ116               | 3 febbraio 2000  | LINEAR                |
| 121876 -         | 2000 CT117               | 2 febbraio 2000  | LINEAR                |
| 121877 -         | 2000 CG120               | 2 febbraio 2000  | LINEAR                |
| 121878 -         | 2000 CG122               | 3 febbraio 2000  | LINEAR                |
| 121879 -         | 2000 CF132               | 3 febbraio 2000  | Spacewatch            |
| 121880 -         | 2000 CV134               | 4 febbraio 2000  | Spacewatch            |
| 121881 -         | 2000 DC1                 | 25 febbraio 2000 | LINEAR                |
| 121882 -         | 2000 DW1                 | 26 febbraio 2000 | Spacewatch            |
| 121883 -         | 2000 DA2                 | 26 febbraio 2000 | Spacewatch            |
| 121884 -         | 2000 DA3                 | 27 febbraio 2000 | T. Kobayashi          |
| 121885 -         | 2000 DQ6                 | 28 febbraio 2000 | LINEAR                |
| 121886 -         | 2000 DF10                | 26 febbraio 2000 | Spacewatch            |
| 121887 -         | 2000 DY11                | 27 febbraio 2000 | Spacewatch            |
| 121888 -         | 2000 DN12                | 27 febbraio 2000 | Spacewatch            |
| 121889 -         | 2000 DL17                | 29 febbraio 2000 | LINEAR                |
| 121890 -         | 2000 DK21                | 29 febbraio 2000 | LINEAR                |
| 121891 -         | 2000 DP21                | 29 febbraio 2000 | LINEAR                |
| 121892 -         | 2000 DC25                | 29 febbraio 2000 | LINEAR                |
| 121893 -         | 2000 DM25                | 29 febbraio 2000 | LINEAR                |
| 121894 -         | 2000 DC28                | 29 febbraio 2000 | LINEAR                |
| 121895 -         | 2000 DJ29                | 29 febbraio 2000 | LINEAR                |
| 121896 -         | 2000 DW33                | 29 febbraio 2000 | LINEAR                |
| 121897 -         | 2000 DZ34                | 29 febbraio 2000 | LINEAR                |
| 121898 -         | 2000 DG35                | 29 febbraio 2000 | LINEAR                |
| 121899 -         | 2000 DM36                | 29 febbraio 2000 | LINEAR                |
| 121900 -         | 2000 DU37                | 29 febbraio 2000 | LINEAR                |

## 121901-122000
| Nome     | Designazione provvisoria | Data di scoperta | Scopritore     |
| -------- | ------------------------ | ---------------- | -------------- |
| 121901 - | 2000 DT44                | 29 febbraio 2000 | LINEAR         |
| 121902 - | 2000 DV44                | 29 febbraio 2000 | LINEAR         |
| 121903 - | 2000 DZ50                | 29 febbraio 2000 | LINEAR         |
| 121904 - | 2000 DS51                | 29 febbraio 2000 | LINEAR         |
| 121905 - | 2000 DE56                | 29 febbraio 2000 | LINEAR         |
| 121906 - | 2000 DB62                | 29 febbraio 2000 | LINEAR         |
| 121907 - | 2000 DX64                | 29 febbraio 2000 | LINEAR         |
| 121908 - | 2000 DD65                | 29 febbraio 2000 | LINEAR         |
| 121909 - | 2000 DR65                | 29 febbraio 2000 | LINEAR         |
| 121910 - | 2000 DW66                | 29 febbraio 2000 | LINEAR         |
| 121911 - | 2000 DG67                | 29 febbraio 2000 | LINEAR         |
| 121912 - | 2000 DZ67                | 29 febbraio 2000 | LINEAR         |
| 121913 - | 2000 DN68                | 29 febbraio 2000 | LINEAR         |
| 121914 - | 2000 DB69                | 29 febbraio 2000 | LINEAR         |
| 121915 - | 2000 DN73                | 29 febbraio 2000 | LINEAR         |
| 121916 - | 2000 DW76                | 29 febbraio 2000 | LINEAR         |
| 121917 - | 2000 DL83                | 28 febbraio 2000 | LINEAR         |
| 121918 - | 2000 DN83                | 28 febbraio 2000 | LINEAR         |
| 121919 - | 2000 DN84                | 29 febbraio 2000 | LINEAR         |
| 121920 - | 2000 DP88                | 29 febbraio 2000 | LINEAR         |
| 121921 - | 2000 DA89                | 26 febbraio 2000 | Spacewatch     |
| 121922 - | 2000 DT91                | 27 febbraio 2000 | Spacewatch     |
| 121923 - | 2000 DZ96                | 29 febbraio 2000 | LINEAR         |
| 121924 - | 2000 DH98                | 29 febbraio 2000 | LINEAR         |
| 121925 - | 2000 DX98                | 29 febbraio 2000 | LINEAR         |
| 121926 - | 2000 DO103               | 29 febbraio 2000 | LINEAR         |
| 121927 - | 2000 DX103               | 29 febbraio 2000 | LINEAR         |
| 121928 - | 2000 DV104               | 29 febbraio 2000 | LINEAR         |
| 121929 - | 2000 DB105               | 29 febbraio 2000 | LINEAR         |
| 121930 - | 2000 DW105               | 29 febbraio 2000 | LINEAR         |
| 121931 - | 2000 DY114               | 27 febbraio 2000 | Spacewatch     |
| 121932 - | 2000 DW117               | 25 febbraio 2000 | Spacewatch     |
| 121933 - | 2000 EG1                 | 3 marzo 2000     | LINEAR         |
| 121934 - | 2000 EP3                 | 3 marzo 2000     | LINEAR         |
| 121935 - | 2000 EN4                 | 2 marzo 2000     | Spacewatch     |
| 121936 - | 2000 ER6                 | 2 marzo 2000     | Spacewatch     |
| 121937 - | 2000 EP9                 | 3 marzo 2000     | LINEAR         |
| 121938 - | 2000 EX11                | 4 marzo 2000     | LINEAR         |
| 121939 - | 2000 EE13                | 4 marzo 2000     | LINEAR         |
| 121940 - | 2000 EW16                | 3 marzo 2000     | LINEAR         |
| 121941 - | 2000 ER18                | 5 marzo 2000     | LINEAR         |
| 121942 - | 2000 ES23                | 8 marzo 2000     | Spacewatch     |
| 121943 - | 2000 EV27                | 4 marzo 2000     | LINEAR         |
| 121944 - | 2000 EJ28                | 4 marzo 2000     | LINEAR         |
| 121945 - | 2000 EK31                | 5 marzo 2000     | LINEAR         |
| 121946 - | 2000 EO31                | 5 marzo 2000     | LINEAR         |
| 121947 - | 2000 EC36                | 3 marzo 2000     | LINEAR         |
| 121948 - | 2000 EH37                | 8 marzo 2000     | LINEAR         |
| 121949 - | 2000 ET42                | 8 marzo 2000     | LINEAR         |
| 121950 - | 2000 EA43                | 8 marzo 2000     | LINEAR         |
| 121951 - | 2000 ES45                | 9 marzo 2000     | LINEAR         |
| 121952 - | 2000 EX48                | 9 marzo 2000     | LINEAR         |
| 121953 - | 2000 EP50                | 10 marzo 2000    | P. G. Comba    |
| 121954 - | 2000 EQ50                | 10 marzo 2000    | P. G. Comba    |
| 121955 - | 2000 ED53                | 4 marzo 2000     | Spacewatch     |
| 121956 - | 2000 EH54                | 9 marzo 2000     | Spacewatch     |
| 121957 - | 2000 EX54                | 10 marzo 2000    | Spacewatch     |
| 121958 - | 2000 EP58                | 8 marzo 2000     | LINEAR         |
| 121959 - | 2000 EL67                | 10 marzo 2000    | LINEAR         |
| 121960 - | 2000 EN68                | 10 marzo 2000    | LINEAR         |
| 121961 - | 2000 EZ79                | 5 marzo 2000     | LINEAR         |
| 121962 - | 2000 EJ81                | 5 marzo 2000     | LINEAR         |
| 121963 - | 2000 EF87                | 8 marzo 2000     | LINEAR         |
| 121964 - | 2000 EC99                | 11 marzo 2000    | Spacewatch     |
| 121965 - | 2000 EF99                | 12 marzo 2000    | Spacewatch     |
| 121966 - | 2000 EC103               | 11 marzo 2000    | LINEAR         |
| 121967 - | 2000 EP108               | 8 marzo 2000     | NEAT           |
| 121968 - | 2000 EU108               | 8 marzo 2000     | Spacewatch     |
| 121969 - | 2000 ES110               | 8 marzo 2000     | NEAT           |
| 121970 - | 2000 EK112               | 9 marzo 2000     | Spacewatch     |
| 121971 - | 2000 EF113               | 9 marzo 2000     | LINEAR         |
| 121972 - | 2000 ES117               | 11 marzo 2000    | LONEOS         |
| 121973 - | 2000 EW118               | 11 marzo 2000    | LONEOS         |
| 121974 - | 2000 ED119               | 11 marzo 2000    | LONEOS         |
| 121975 - | 2000 EA126               | 11 marzo 2000    | LONEOS         |
| 121976 - | 2000 EH129               | 11 marzo 2000    | LONEOS         |
| 121977 - | 2000 EK135               | 11 marzo 2000    | LONEOS         |
| 121978 - | 2000 ED140               | 8 marzo 2000     | R. J. Whiteley |
| 121979 - | 2000 EM149               | 5 marzo 2000     | LINEAR         |
| 121980 - | 2000 ET156               | 10 marzo 2000    | LINEAR         |
| 121981 - | 2000 EH159               | 3 marzo 2000     | LINEAR         |
| 121982 - | 2000 EP160               | 3 marzo 2000     | LINEAR         |
| 121983 - | 2000 EN164               | 3 marzo 2000     | LINEAR         |
| 121984 - | 2000 ED167               | 4 marzo 2000     | LINEAR         |
| 121985 - | 2000 EP172               | 10 marzo 2000    | Spacewatch     |
| 121986 - | 2000 ER180               | 4 marzo 2000     | LINEAR         |
| 121987 - | 2000 EU188               | 3 marzo 2000     | LINEAR         |
| 121988 - | 2000 FW8                 | 29 marzo 2000    | Spacewatch     |
| 121989 - | 2000 FV9                 | 30 marzo 2000    | Spacewatch     |
| 121990 - | 2000 FX11                | 28 marzo 2000    | LINEAR         |
| 121991 - | 2000 FC17                | 28 marzo 2000    | LINEAR         |
| 121992 - | 2000 FS20                | 29 marzo 2000    | LINEAR         |
| 121993 - | 2000 FX27                | 27 marzo 2000    | LONEOS         |
| 121994 - | 2000 FV28                | 27 marzo 2000    | LONEOS         |
| 121995 - | 2000 FO38                | 29 marzo 2000    | LINEAR         |
| 121996 - | 2000 FV41                | 29 marzo 2000    | LINEAR         |
| 121997 - | 2000 FX41                | 29 marzo 2000    | LINEAR         |
| 121998 - | 2000 FS43                | 29 marzo 2000    | LINEAR         |
| 121999 - | 2000 FM44                | 29 marzo 2000    | LINEAR         |
| 122000 - | 2000 FR45                | 29 marzo 2000    | LINEAR         |